# Klasyczny aparat fotograficzny

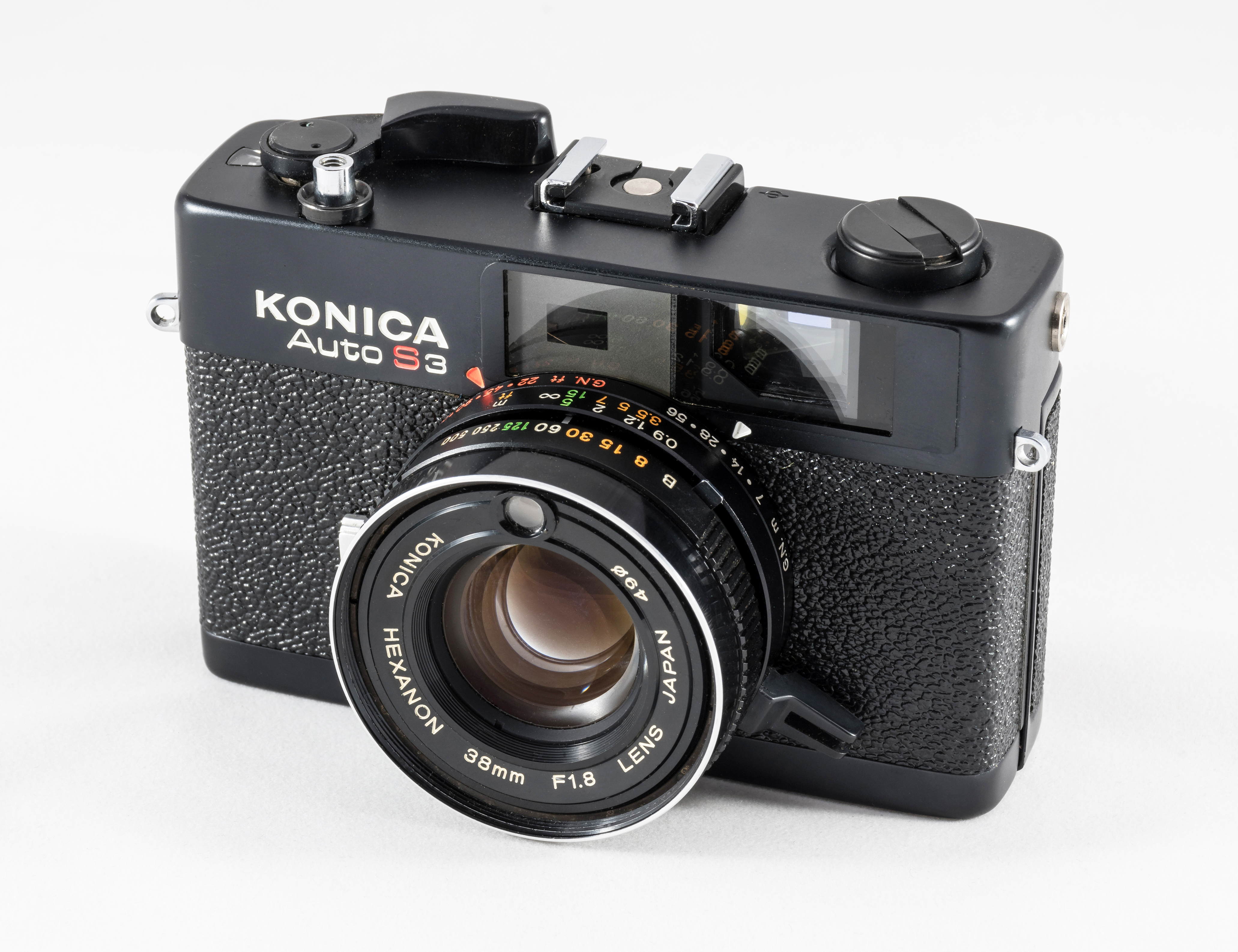
Klasyczny aparat Konica Auto S3

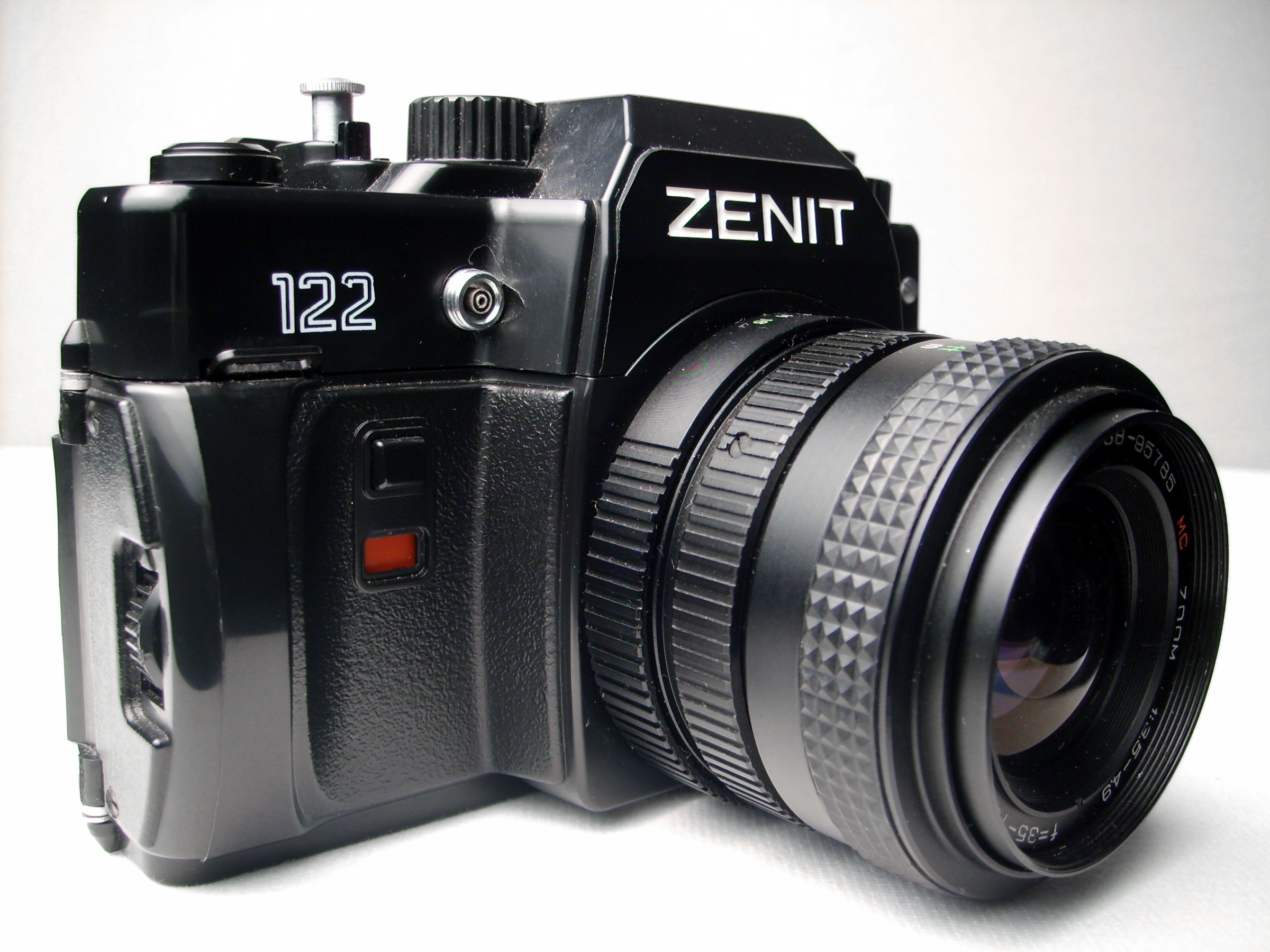
Zenit 122

Klasyczny aparat fotograficzny – jedna z dwóch podstawowych odmian aparatów fotograficznych (drugą jest aparat cyfrowy).

## Błędna nazwa
Aparaty fotograficzne na błonę światłoczułą często są niewłaściwie nazywane analogowymi. Wskutek rozpowszechnienia się cyfrowych aparatów fotograficznych, które używane są obecnie masowo, nazywa się je po prostu „aparatami”. Przez analogię do przejścia z sygnału analogowego na cyfrowy, np. w urządzeniach do odtwarzania dźwięku, uważa się błędnie, że takie przejście nastąpiło również w sprzęcie fotograficznym. Faktycznie jednak klasyczny aparat fotograficzny był urządzeniem mechanicznym, które do zapisania obrazu na błonie światłoczułej nie potrzebowało sygnału analogowego. Taki sygnał w ogóle nie występował w klasycznych aparatach fotograficznych.

## Sposób działania
Klasyczny aparat fotograficzny jest urządzeniem przystosowanym do naświetlania materiału światłoczułego. Materiał ten umieszcza się wewnątrz aparatu, w postaci zwiniętej błony światłoczułej, która jest przewijana w jego wnętrzu za pomocą odpowiedniego mechanizmu (zwykle sprężynowego), w celu naświetlenia każdej z klatek filmu, lub też stosuje się wymienne klisze bądź kasety z błonami ciętymi, które na potrzeby każdego zdjęcia wymienia się na tylnej ścianie aparatu. Zasada ich działania opiera się na prostym przyrządzie optycznym – camera obscura (ciemni optycznej).
Protoplastą fotograficznego aparatu klasycznego był aparat otworkowy (czarne wewnątrz pudełko z małym otworkiem, np. po szpilce, w jednej ścianie i błoną światłoczułą na przeciwległej). W późniejszych konstrukcjach otworek zastąpiono obiektywem, który poprzez soczewki skupiał na błonie obraz, na który był skierowany i wyostrzony.